# Tarsyle Dewasmes
 (juin 2025).
Tarsyle Dewasmes, né le 17 décembre 1906 à Hergnies (Nord) et mort le 31 mai 1980 à Lille (Nord), est un homme politique français.

## Mandats
- Député du Nord (1958)
- Maire d'Hergnies